# The House (2022)
The House ist ein britischer Stop-Motion-Episodenfilm mit Mysteryelementen, der im Januar 2022 auf Netflix veröffentlicht wurde. Der Film erzählt drei Geschichten aus unterschiedlichen Zeitepochen und von unterschiedlichen Charakteren, welche durch das namensgebende Haus verbunden sind.

## Handlung

### I – Und es ward gehört, eine Lüge ist gesponnen
Die junge Mabel lebt im 19. Jahrhundert mit ihren Eltern Raymond und Penny sowie ihrer neugeborenen Schwester Isobel in ärmlichen Verhältnissen. Nach einem Besuch von wohlhabenden Verwandten irrt Raymond betrunken durch den Wald und trifft auf den mysteriösen Architekten Mr. Van Schoonbeek. Dieser bietet ihm und seiner Familie an in ein neues, größeres und von ihm erbautes Haus umzuziehen. Als Bedingung verlangt er lediglich, dass die Familie ihre Habseligkeiten nicht mit in das neue Haus nehmen darf; Mr. Thomas, der Assistent des Architekten verwahrt die Möbel der Familie im Keller des Hauses. Raymond, getrieben von Versagensängsten und Geldsorgen, akzeptiert das Angebot.
Nach dem Einzug erlebt Mabel verschiedene seltsame Ereignisse im Haus. Ihre Eltern scheinen jedoch von dem neuen Haus und Luxus hypnotisiert zu sein und bemerken auch nicht, dass dieses konstant von Bauarbeitern umgebaut wird. Nach einiger Zeit verfällt Raymond zunehmend einem Wahn, da er es nicht schafft den häuslichen Kamin zu entfachen, während Penny ihre Zeit mit dem Nähen von Vorhängen verbringt. Nur Mabel und Isobel bleiben bei Sinnen und nehmen die permanenten Veränderungen am Haus wahr. Noch mehr verstört es Mable, als sie bemerkt, dass ihre Eltern beginnen von Mr. Van Schoonbeek designte Gewänder zu tragen, die ihren Lieblingsmöbelstücken ähneln (Sessel und Vorhang).
Als Mabel und Isobel eines Nachts das Haus erkunden, verlaufen sie sich in dem inzwischen labyrinthartigen Gebäude und finden nicht zurück zu ihren Eltern. Dabei treffen sie auf Mr. Thomas, welcher ihnen gesteht, dass er lediglich ein Schauspieler sei, der den Anweisungen von Mr. Van Schoonbeek folgt, um als Mittelsmann zwischen ihm und Mabels Eltern zu dienen. Währenddessen gelingt es Raymond, auf Anraten von Mr. Thomas, ein Feuer im Kamin zu entfachen, indem er die alten Besitztümer (unter anderem Mabels Puppenhaus aus der Anfangsszene) der Familie in ebendiesem verbrennt. Als die beiden Schwestern wieder zu ihren Eltern gelangen, finden sie diese vollständig in Möbelstücke verwandelt vor – Raymond, besessen von der Feuerstelle, in einen Sessel vor dem Kamin und Penny in einen Vorhang. Als das Feuer sich auf den Raum ausbreitet, erwachen die Eltern aus ihrer Trance und drängen ihre Töchter zur Flucht aus dem Haus. Nachdem sie über die Vorhänge (Penny) aus dem Fenster geflohen sind und ihre Eltern brennend im Haus zurückgelassen haben, schauen Mabel und Isobel aus der Ferne auf das noch rauchende Haus, während dahinter die Sonne aufgeht.

### II – Verloren ist die Wahrheit, die nicht errungen werden kann
Das Haus steht nun in einer von anthropomorphen Mäusen bewohnten, modernen Straße und steht kurz vor seinem Verkauf. Der Protagonist (eine männliche Maus, 'Der Bauunternehmer') arbeitet an der Renovierung des Hauses und kämpft mit finanziellen Schwierigkeiten, welche er hofft durch den Verkauf des Hauses zu überwinden. Erst kürzlich hat er aus Kostengründen sein komplettes Baustellenteam entlassen und muss daher alle anfallenden Arbeiten selbst übernehmen. Zu allem Übel findet er nach Abschluss der meisten Arbeiten heraus, dass sein Haus von Pelzkäfern befallen ist und setzt vergebens extreme Maßnahmen ein, um diese wieder loszuwerden.
Am Besichtigungstag zeigen sich die Gäste unbeeindruckt vom Haus. Obwohl, bedingt durch diverse technische Probleme, die Besichtigung katastrophal endet, bekundet ein sonderbares Paar starkes Kaufinteresse. Um den Verkauf des Hauses nicht zu gefährden, lässt er das Paar trotz dessen seltsamen Verhaltens über Nacht bleiben. Während der nächsten Tage nistet sich das Paar immer mehr im Haus ein, die Käfer kehren in größerer Zahl zurück und die Bank der Maus pocht auf die Rückzahlung des Kredits, weshalb er beschließt das Paar nicht mehr zu dulden. Die Körperformen des Paares stellen sich jedoch als Pelzkäfer (und nicht wie ursprünglich gedacht als Ratten) heraus und nur wenig später tauchen weitere Familienmitglieder des Paares auf und wollen Einlass in das Haus.
In einem Akt der Verzweiflung droht die Maus das Paar mit Borsäure zu töten, atmet jedoch die Dämpfe ein und verliert das Bewusstsein. Er überlebt, verweilt fortan jedoch in einem katatonischen Zustand. Das Paar holt ihn aus dem Krankenhaus ab und bringt ihn nach Hause, wo die Familie ihn mit einer 'Welcome Home'-Party empfängt. Vielen von ihnen sind inzwischen weitere Gliedmaßen gewachsen. In der finalen Szene verwüstet die Familie das innere des Hauses, während die Maus sich in ihren Tierstatus zurückentwickelt hat, aus den Überresten des Ofens kriecht, etwas Müll frisst und wieder zurück durch ein Loch in der Wand hinter dem Ofen in den Untergrund kehrt.

### III – Hör genau hin und suche die Sonne
Die Welt ist inzwischen von einer großen Flut heimgesucht worden und wird von anthromorphen Katzen bewohnt. Das Haus ist von Wasser umgeben, welches stetig steigt. Rosa, die aktuelle Besitzerin des Hauses, schwelgt in Erinnerung an die Zeit ihres Aufwachsens und träumt davon dem Haus wieder zu altem Glanz zu verhelfen. Jedoch kämpft auch sie mit finanziellen Problemen, da ihre beiden Freunde und Mieter Elias und Jen ihr keine Miete zahlen, was Rosa stark darin einschränkt das Haus zu reparieren, welches nach und nach in die Brüche geht. Sie ignoriert stur die Versuche ihrer Freunde sie auf das steigende Wasser hinzuweisen.
Als Jen's Seelenpartner, der Handwerker Cosmos auf einen Besuch vorbeikommt, verpflichtet Rosa ihn Arbeiten am Haus zu übernehmen. Kurz darauf stellt sie mit Entsetzen fest, dass er sämtliche Dielen aus dem Boden entfernt hat, um daraus ein Boot für Elias zu bauen. Sie streitet sich mit Elias, verletzt, weil er sich dazu entschieden hat das Haus zu verlassen, während dieser ihr vorwirft Angst davor zu haben es ihm gleichzutun. Kurz darauf bricht Elias mit dem provisorischen Boot auf und lässt die enttäuschte Rosa zurück.
Als Wasser und Nebel weiter in das Haus eindringen und Jen sich darauf vorbereitet gemeinsam mit Cosmos das Haus zu verlassen, versetzt sie Rosa in eine traumartige Trance, in welcher sie zusieht wie das Haus zerstört wird und ihre Freunde sie verlassen. Nachdem sie wieder zu sich kommt, sieht sie Jen und Cosmos auf einem weiteren Boot davonsegeln, ihr noch zurufend sie solle sie begleiten. Das Boot ist jedoch bereits zu weit entfernt. Rosa erinnert sich an einen großen Hebel, welchen Cosmos vor dem Haus aufgebaut hat und betätigt diesen. Das Haus verwandelt sich daraufhin selber in ein seetüchtiges Boot. Ermutigt durch Jen, Cosmos und den zurückgekehrten Elias beginnt sie das Haus-Boot zu steuern, während die Flut die umliegenden Fundamente zerstört. Die vier Freunde beginnen darauf in Richtung Ozean zu segeln.

## Produktion
The House wurde erstmalig im Januar 2020 angekündigt. Die Produktion für den drei Episoden umfassenden Stop-Motion-Film übernahmen die Nexus Studios aus London, das Drehbuch für alle Episoden schrieb Enda Walsh. Emma de Swaef und Marc James Roels (Welch himmlischer Kuchen!), Niki Lindroth von Bahr (The Burden) sowie Paloma Baeza (Poles Apart) führten bei jeweils einer Episode Regie. Auf dem im Juni 2021 stattgefundenen Festival d’Animation Annecy wurde der Cast bekanntgegeben, darunter Mia Goth (Suspiria), Jarvis Cocker (Pulp) und Helena Bonham Carter (Zimmer mit Aussicht). Im November 2021 wurden auf dem Manchester Animation Festival erste Bilder gezeigt sowie der 14. Januar 2022 als Veröffentlichungsdatum bekanntgegeben. Der erste Trailer wurde am 16. Dezember 2021 veröffentlicht.

## Deutsche Synchronfassung
Die deutsche Synchronbearbeitung entstand bei TV+Synchron. André Lemme schrieb das Dialogbuch, Daniel Anderson führte Dialogregie.
| Darsteller           | Deutscher Sprecher | Rolle     |
| Episode I            | Episode I          | Episode I |
| -------------------- | ------------------ | --------- |
| Mia Goth             | Angelina Geisler   | Mable     |
| Matthew Goode        | Björn Bonn         | Raymond   |
| Claudie Blakley      | Catherine Chikosi  | Penny     |
| Mark Heap            | Rainer Doering     | Thomas    |
| Episode II           |                    |           |
| Jarvis Cocker        | Nicolás Artajo     | Developer |
| Episode III          |                    |           |
| Susan Wokoma         | Millie Forsberg    | Rosa      |
| Helena Bonham Carter | Heide Domanowski   | Jen       |
| Paul Kaye            | Florian Hoffmann   | Cosmos    |
| Will Sharpe          | Fabian Kluckert    | Elias     |

## Kritik
Karl Gedlicka vom Standard lobt die Qualität der Stop-Motion-Animationen und vergleicht diese mit Isle of Dogs – Ataris Reise von Wes Anderson. Oliver Armknecht von film-rezensionen.de erkennt an, dass Stop-Motion noch immer eine große Kunst sei und lobt dabei vor allem das Handwerk der Regisseure. Die einzelnen Geschichten „schwanken zwischen unheimlich, humorvoll und melancholisch“, so Armknecht. Auch Mario Mirschberger von Esquire lobt die Machart des Films und bezeichnet ihn auf technischer und kreativer Ebene als Kunstwerk. Er lohne sich vor allem für Fans des Arthouse Kinos, die die Interpretation von Filmen gerne selbst übernehmen. Basierend auf der Auswertung von 36 Kritiken weist Rotten Tomatoes 97 % Zustimmung aus, bei den Zuschauern 75 %.